# Golden Sun: Dark Dawn
Golden Sun: Dark Dawn és un videojoc de rol per a la consola Nintendo DS, desenvolupat per Camelot Software. És el tercer lliurament de la saga Golden Sun i va ser anunciat el 2 de juny en la conferència de Nintendo en l'Electronic Entertainment Expo (E3) del 2009, confirmant-se el seu títol en l'E3 de 2010 juntament amb diverses imatges. Destaquen els entorns en 3D. L'argument d'aquest títol se situa 30 anys després dels anteriors jocs de la sèrie, sent els descendents dels protagonistes dels primers jocs qui s'enfronten a una nova lluita per salvar el món d'un terrible final.

## Jugabilitat
Dark Dawn, igual que els seus predecessors, utilitza la fórmula tradicional de videojocs de rol. Els jugadors guien els personatges a través d'un món de temàtica fantàstica, ja que interactuen amb altres personatges, lluiten contra monstres, adquireixen Psynergy i equips cada vegada més poderosos i participen en una narració predefinida. A diferència dels jocs anteriors, alguns llocs es tornen inaccessibles després de certs punts, tot i que els llocs nous es fan accessibles després que els jugadors adquireixin una nau. Una característica nova és l'addició d'un sistema d'enciclopèdia, que explica i fa un seguiment dels elements de joc nous als jugadors.
Gran part del temps que es passa fora de la batalla té lloc al mapa del món del joc o en les masmorres, coves, i altres entorns locals amb trencaclosques integrats al seu disseny. Per completar trencaclosques, els jugadors han d'utilitzar l'entorn que els envolta per completar un objectiu determinat. Molts trencaclosques giren al voltant de la forma resident del joc dels encanteris màgics, la Psynergy, que requereix que el jugador aprofiti els diferents encanteris de Psynergy per superar i obstaculitzar. El jugador guanya més encanteris de Psynergy a mesura que el joc progressa, ja sigui pujant de nivell o adquirint objectes especials i amb cada nou encanteri de Psynergy, la festa podrà accedir a més llocs i secrets amagats al món del joc. El maquinari de Nintendo DS permet als jugadors utilitzar Psynergy per manipular el seu entorn de manera que no va ser possible en jocs anteriors.
Dark Dawn conté tan trobades de monstres aleatoris com batalles obligatòries que avancen la història. Les batalles tenen lloc a la pantalla inferior, on es mostra la part enemiga i la part del jugador en el costat oposat. A la batalla, el jugador ha de derrotar els enemics a través d'atacs directes amb armes, encanteris de Psynergy ofensius i altres mitjans per provocar danys, tot mantenint el seu propi combatent a través d'objectes i de Psynergy de suport que curen i generen estadístiques defensives. A diferència dels dos primers jocs Golden Sun, Dark Dawn compta amb un sistema d'orientació intel·ligent que permet a un dels dos membres de la batalla que inicialment apunten al mateix enemic dirigir de manera intel·ligent un enemic invicte aleatori una vegada que l'enemic inicial és derrotat per un altre membre.
Una de les característiques més distintives de la sèrie Golden Sun és el sistema Djinn, on el jugador recopila i manipula criatures elementals anomenades Djinn. A Dark Dawn, una sèrie de novetats de Djinn són introduïdes que es poden trobar disperses al llarg del joc. Els Djinn són la base del sistema de millora de les estadístiques del joc, i els Djinn que es "configuren" per a un determinat personatge dicten les capacitats de Psynergy d'aquest personatge. L'assignació de Djinn entre diferents personatges modifica les classes dels personatges, modificant els punts de cop, els punts de Psynergy, les estadístiques generals i canviant la Psynergy disponible per a cada personatge. Hi ha 72 Djinn disponibles al joc, que permeten una gran varietat de configuracions de classes possibles per als vuit personatges jugables i suporta diverses opcions de combat.